# Eva Muggenthaler
Eva Muggenthaler (* 1971 in Fürth) ist eine deutsche Kinderbuchillustratorin.

## Leben
Muggenthaler besuchte die Fachoberschule für Gestaltung in München, wo sie 1990 das Fachabitur erlangte. Anschließend studierte sie an der Fachhochschule für Grafik-Design in Augsburg. Von 1992 bis 1996 absolvierte sie ein Studium der Illustration und Grafik an der Fachhochschule für Gestaltung Hamburg. Seitdem arbeitet sie als freie Illustratorin, unter anderem für den Tulipan Verlag und den Peter Hammer Verlag. Sie wurde zwei Mal für den Deutschen Jugendliteraturpreis nominiert, 1998 mit dem Bilderbuch Der Schäfer Raul, zu dem sie selbst die Texte schrieb, und 2008 mit Der weiße und der schwarze Bär, das in Zusammenarbeit mit dem Schweizer Autor Jürg Schubiger entstand.
Muggenthaler lebt und arbeitet in Schwabstedt.

## Werke als Illustratorin (Auswahl)
- Der Schäfer Raul. Peter Hammer Verlag, Wuppertal 1997, ISBN 978-387294754-3
- Paul Maar: Paulas Reisen. Tulipan-Verlag, Berlin 2007, ISBN 3-939944-04-1
- Jürg Schubiger: Der weiße und der schwarze Bär. Peter Hammer Verlag, Wuppertal 2007, ISBN 978-3-7795-0078-0
- Mathias Jeschke: Peter Pumm sucht einen Freund. Boje Verlag, Köln 2007, ISBN 978-3-414-82048-8
- Als die Fische spazieren gingen… Mixtvision, München 2010, ISBN 978-3-939435-24-2